# 오! 할매
《오! 할매》는 2015년 5월 31일부터 2015년 7월 22일까지 방송되었던 전원 드라마 작품이다.

## 방송 시간
| 방송 채널 | 방송 기간                         | 방송 시간                            |
| --------- | --------------------------------- | ------------------------------------ |
| KBS 1TV   | 2015년 5월 31일 ~ 2015년 6월 28일 | 매주 일요일 아침 9시 ~ 9시 55분      |
| KBS 1TV   | 2015년 7월 8일 ~ 2015년 7월 22일  | 매주 수요일 저녁 7시 30분 ~ 8시 25분 |

## 기획 의도
경기도 파주시의 시골 어느 마을에서 버려진 아기를 함께 키우면서, 와글와글 겪어대는 에피소드를 담은 전원 드라마 작품이다.

## 등장 인물
주요 인물
- 남능미 : 황간난 역
- 전원주 : 허복례 역
- 백수련 : 이옥봉 역
- 허진 : 김청자 역
- 연운경 : 유순남 역

오 할매 중 본처할매 황간난 가족들
- 최홍일 : 이종기 역

토끼띠 만52세
- 이정훈 : 이종철 역

뱀띠 만50세
- 최완정 : 이정란 역

양띠 만48세
김청자 가족들
- 이지훈 : 이상준 역

양띠 만36세
그 외 인물
- 파비앙 코르비노 : 피에르(손철수) 역

프랑스 수도(파리)에서 온 유학생.
- 권혁호 : 최 이장(최창재) 역

2006년 5월 중순 때부터 9년째 현재 제9대 송학리 이장.
- 이호재 : 노기찬 역

경기파주복지센터 소장.
- 이기철 : 장형민 역

용띠 만51세. 30년 전까지 그의 할아버지가 이 동네 송학면의 전직 면장이었으며, 그는 진작부터 서울 마포 원도심지로 분가하여 사는, 2000년에 좀 늦은 결혼을 한 사내로 뱀띠 중2짜리 맏딸과 아직 만6세짜리 소띠 막내아들이 있는 애아버지이기도 하며, 전직 송학면 제6대 면장 지낸 이후 지금은 경기 연천 읍내 산동네에 사는 할아버지 장 영감의 서울 마포 원도심지에 사는 둘째 친손자.
- 원종례 : 장영은 역

쥐띠 만55세. 30년 전까지 그녀의 할아버지가 이 동네 송학면의 전직 면장이었으며, 그녀는 진작부터 경기 광주 오포면 원도심지로 출가하여 사는, 1983년에 결혼하여 만31세 쥐띠 큰아들과 만28세 토끼띠 막내아들과 만24세 양띠 막내딸이 있고, 전직 송학면 제6대 면장 지낸 이후 지금은 경기 연천 읍내 산동네에 사는 할아버지 장 영감의 경기 광주 오포면에 사는 둘째 친손녀.
- 김진구 : 여광숙 역

쥐띠 만67세. 경기 용인 사는 충북 청원 오송면 오송댁(여 여사)으로, 친정 외갓댁이 경기 파주 송학면 송학리. 20년 전에는 상배한지도 8년차 과부였던 친정 외조모상을 치렀으며, 13년 전에는 상배한지도 6년차 과부였던 친정 모친상을 치른, 장영은의 시갓댁 막내 시외숙모. 부군과 사이에 1남 2녀를 둠.
- 한경선 : 송경조 역

장형민의 경기 화성 마도면 백곡리 사돈댁. 송경조의 친정 첫째 언니(송상조)는 장형민의 친가 사촌 형수. 병으로 아픈 둘째 올케 언니한테 끓여드릴 영지버섯을 사러 막내 동생(송은조)과 함께 타지 노계읍의 약선시장을 방문함.
- 강인기 : 송은조 역

장형민의 경기 평택 오성면 길음리 사돈댁. 송은조의 친정 첫째 누나(송상조)는 장형민의 친가 사촌 형수. 병으로 아픈 둘째 형수한테 끓여드릴 영지버섯을 사러 셋째 누나(송경조)와 함께 타지 노계읍의 약선시장을 방문함.
- 홍승범 : 허상범 역

뱀띠 만38세. 경기 파주 송학면 송학리 이 동네 사는 사내.
- 이재욱 : 오맹집 역

뱀띠 만38세. 경기 파주 송학면 송학리 이 동네 사는 사내.
- 서지승 : 소춘설 역

옆 동네의 전직 노계읍 제2대 읍장 지낸 김씨 할아범의 외손녀. 그녀의 외할아버지는 5년 전까지 옆 동네인 경기 파주 노계읍의 읍장을 지낸 김씨 할아범.
- 김주영 : 원송풍 역

전직 제8대 송학리 이장 지낸 고씨의 생질. 그의 둘째 외삼촌은 9년 전까지 이 동네의 바로 전직 송학리 이장을 지낸 고 영감.

## 방송 회차
2015년
| 화수        | 방송일      | 부제                          | 전국시청률 | 전국시청률 |
| 화수        | 방송일      | 부제                          | TNmS       | AGB        |
| ----------- | ----------- | ----------------------------- | ---------- | ---------- |
| 1화         | 5월 31일    | 뭉치면 즐겁고 흩어지면 외롭다 | 6.8%       | 6.8%       |
| 2화         | 6월 7일     | 개똥이가 들어왔어요           | 7.7%       | 7.2%       |
| 3화         | 6월 14일    | 내 이름은 김달막              | 6.7%       | 6.4%       |
| 4화         | 6월 21일    | 꽃할매 연애사건               | 6.8%       | 6.6%       |
| 5화         | 6월 28일    | 모정도 습관이다               | 7.7%       | 8.4%       |
| 6화         | 7월 8일     | 운수 좋은 날                  | 6.4%       | 6.8%       |
| 7화         | 7월 15일    | 이별은 할매들도 어렵다        | 6.1%       | 6.1%       |
| 8화         | 7월 22일    | 그래도 삶은 계속된다          | 6.1%       | 6.8%       |
| 평균 시청률 | 평균 시청률 | 평균 시청률                   | 6.8%       | 6.9%       |